# Kurt Sucksdorff
Kurt Sucksdorff (Svédország, Stockholm, 1904. május 10. – Svédország, Stockholm, 1960. január 1.) olimpiai és világbajnoki ezüstérmes, Európa-bajnok, országos bajnok svéd jégkorongozó kapus.
Az 1928. évi téli olimpiai játékokon játszott a jégkorongtornán és ezüstérmes lett a svéd csapattal. Ő volt a tartalék kapus. A B csoportba kerültek, ahol először a csehszlovákokat verték 3–0-ra, majd a lengyelekkel játszottak 2–2-es döntetlent. A csoportból első helyen tovább jutottak a négyesdöntőbe. Itt az első mérkőzésen 11–0-as vereséget szenvedtek a kanadaiaktól, Svájcot megverték 4–0-ra, végül a briteket 3–0-re. Az olimpia egyszerre volt világ- és Európa-bajnokság is. Így világbajnoki ezüstérmes és Európa-bajnok lett.
Az 1931-es jégkorong-világbajnokságon 6. lett és ez Európa-bajnokságnak is számított, ahol 4. lett.
Arról híres, hogy 1931-ben, Kanada ellen nem kapott gólt és így ő volt az első kapus, aki ezt meg tudta csinálni egy észak-amerikai csapat ellen.
Klubcsapata a IFK Stockholm volt 1922 és 1927 között. 1927-től 1934-ig IK Göta volt a csapata. 1928-ban, 1929-ben és 1930-ban országos bajnok volt.